# Обернення срібла
Обернення срібла (англ. Spinning Silver) — це фентезійний роман, написаний Наомі Новік у 2018 році. Спочатку Новік опублікувала оповідання під назвою «Spinning Silver» в антології «The Starlit Wood» у 2016 році, а згодом розширила його до роману. Роман отримав премію Alex від Американської бібліотечної асоціації у 2019 році, премію «Локус» за найкращий фентезійний роман у 2019 році, а також аудіопремію Audie у категорії «Фентезі» того ж року. Роман також був номінований на премію «Г'юго» за найкращий роман у 2019 році, фіналістом премії Nebula у 2018 році та претендентом на Goodreads Choice Award у категорії «Фентезі» у 2018 році. Сюжет роману частково заснований на казці про Румпельштільцхена.

## Сюжет
Історія роману розгортається через кілька персонажів, але переважно через трьох молодих жінок, які борються з сильними злими силами у вигаданому середньовічному королівстві Литвас, що нагадує Східну Європу.
Протягом останніх семи років Литвас страждає від тривалих, жорстоких зим, які поступово вбивають людей. Мірієм Мандельштам, молода єврейська дівчина, бере на себе сімейний бізнес лихварства, щоб урятувати родину від бідності. Сільська дівчина Ванда, а згодом і її брат, стають слугами Мандельштамів. Однієї ночі, відчуваючи фінансовий успіх, Мірієм хвалиться матері, що може «перетворювати срібло на золото». Її вихваляння підслуховує Старик — король раси фей, які з'являються кожної зими для нападів на людські поселення. Мірієм отримує від них три партії чарівного срібла. Розуміючи, що її вб'ють, якщо вона не надасть їм золота в обмін, вона створює три ювелірні вироби, щоб продати. Однак після продажу другого виробу Мірієм вимагає винагороди за свою роботу; на її жах, король Старик говорить, що після продажу третього виробу її «винагородою» стане шлюб із ним.
Ювелірні вироби купує князь міста Вишня для своєї дочки Ірини, а потім переконує царя Литвасу Мірнатія одружитися з нею. У першу шлюбну ніч Ірина виявляє, що під час носіння прикрас Старика вона може переходити в королівство фей і магічно спостерігати за своїм чоловіком. Мірнатій має угоду, що дозволяє його тілу бути заселеним Чорнобогом, демоном, який пожирає душі й може з'являтися лише вночі через ненависть до сонячного світла. Кожного вечора нова цариця втікає у світ фей, де вона у безпеці від демона.
Після того, як король Старик викрадає Мірієм до свого палацу, вона дізнається, що дійсно може перетворювати срібло на золото дотиком. Вона також виявляє, що король Старик відповідає за подовження зим у Литвасі й прагне зробити їх вічними. Хоча вона ненавидить свого чоловіка, який відмовляється навіть назвати їй своє ім'я, Мірієм починає піклуватися про Старика і бачить, що їхнє королівство зазнає загадкових руйнувань. Під час одного з досліджень Мірієм зустрічає Ірину. Обидві жінки створюють план, щоб звести своїх чоловіків разом, в надії, що вони знищать одне одного.
Однак Мірієм занепокоєна тим, що королівство фей та його мешканці, зокрема ті, хто допомагав їй, будуть знищені, якщо короля виснажить демон. Вона розмовляє з чоловіком і дізнається, що хоча Старик завжди нападав на людський світ, вони почали намагатися знищити Литвас жорстокими зимами лише після того, як Мірнатій став царем. Через магічний зв'язок між царствами фей і людей демон спричинив ослаблення світу Старика.
Чорнобог обіцяє, що в обмін на те, що Ірина приведе його до короля Старика, він ніколи не нашкодить їй або тим, кого вона любить. Вона приводить його на весілля, де він протистоїть королю. З допомогою смертних демон починає пожирати магію Старика. Мірнатій розповідає Ірині, що він не обирав контракт із Чорнобогом, а його мати пообіцяла його демону в обмін на шлюб із попереднім царем. Після того, як короля Старика ув'язнено, настає весна. Однак Мірієм розуміє, що королівство фей і його мешканці будуть знищені, оскільки король втрачає сили.
Мірієм звільняє короля, виторгувавши обіцянку, що він припинить зими та напади. Чорнобог загрожує Ірині, але вона заманює його до королівства Старика, де Мірієм перетворює срібло на золото, яке спалює демона. Чорнобог не витримує дотику до затверділого сонячного світла на своїй шкірі й тікає назад до людського світу. У смертному світі демон намагається обернутися проти Ірини, але виявляє, що втратив силу, коли вона нагадує йому про їхню угоду не шкодити їй або комусь із її людей. Як цариця, вона вважає всіх людей Литвасу своїми — включно з царем. Демон таким чином змушений покинути тіло Мірнатія і гине.
Весна повернулася до Литвасу, але Мірієм змушена залишатися в королівстві Старика до дня першого снігу. Однак, повернувшись до людського світу, вона розуміє, що прив'язалася до королівства, його людей і його короля. Вона все ж здивована, коли король просить дозволу залицятися до неї. Вона погоджується, і пара одружується через два тижні. Мірієм зазначає, що, відповідно до єврейської традиції, її чоловік підписав своє ім'я на шлюбному контракті, але відповідно до традицій Старика, вона ніколи не розкриє його нікому.

## Відгуки
Роман було широко схвалено після його виходу. Він був фіналістом у номінації «Найкращий роман» на премії «Неб'юла» у 2018 році та премії «Г'юго» у 2019 році. Роман отримав премію «Alex» від Американської бібліотечної асоціації у 2019 році, премію «Локус» за найкращий фентезійний роман у 2019 році, а також аудіопремію Audie у категорії «Фентезі».
The New York Times назвав його «ідеальною казкою про пісні льоду та вогню». Vox назвав Новік «одним із визначних голосів для підліткової аудиторії свого часу».